# Lapidare

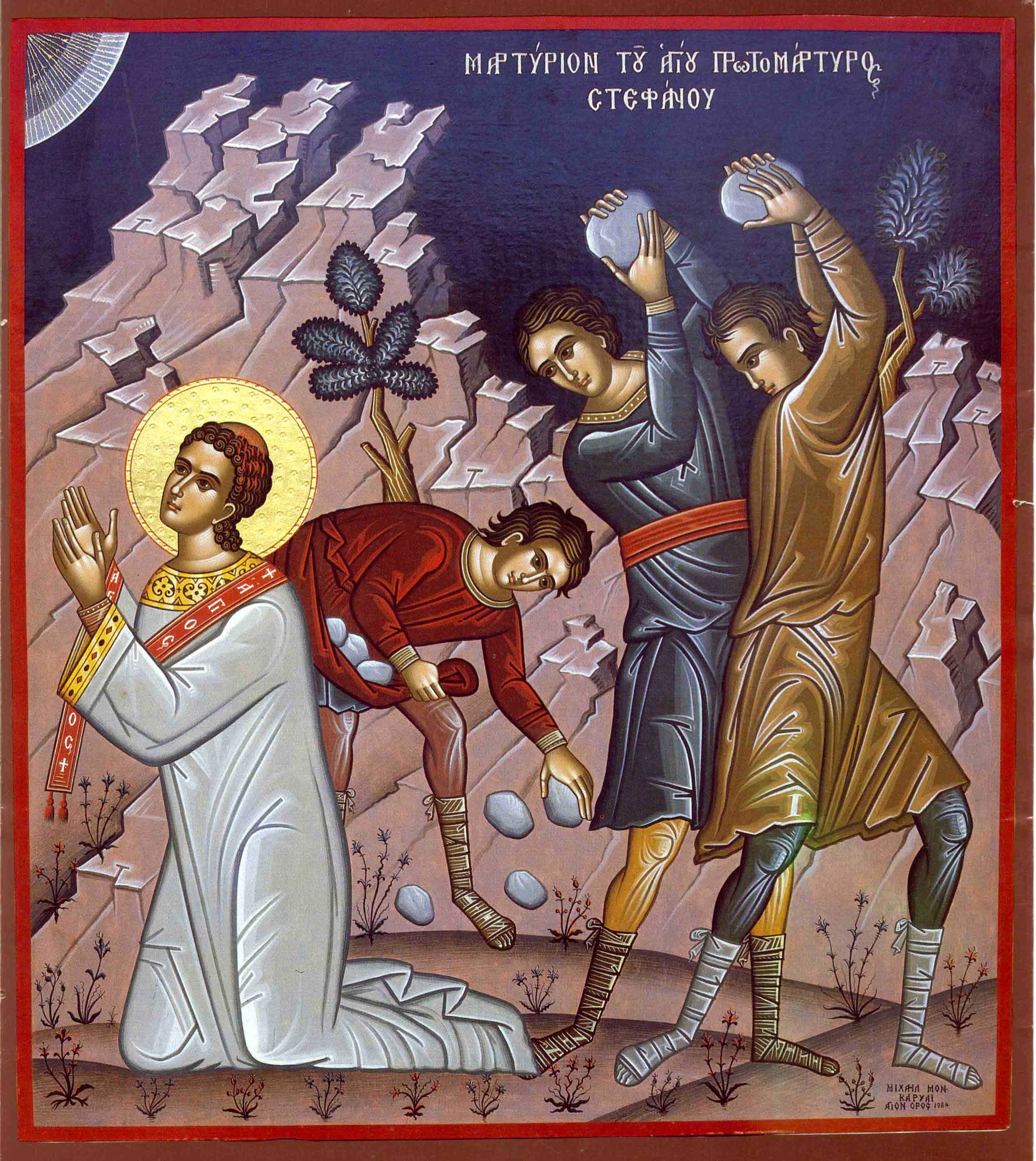
Martiriul Sfântului Apostol Întâiul Mucenic și Arhidiacon Ștefan

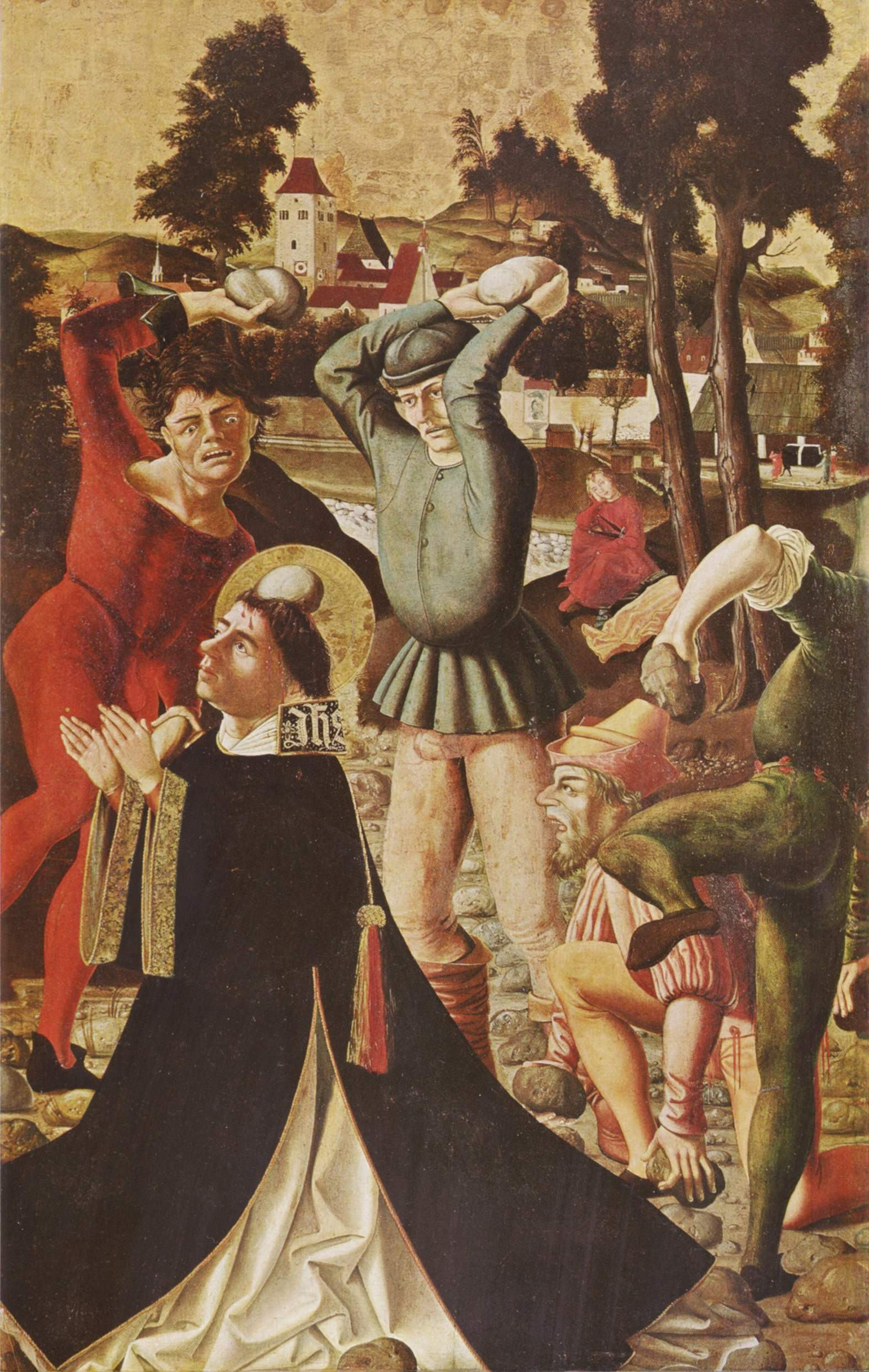
Lapidarea Sf. Ștefan în Ierusalim

Lapidarea (Linșajul / omorârea cu pietre) (în latină lapidatio) este o formă de execuție în care un grup de persoane aruncă cu pietre către o persoană acuzată de adulter, până când aceasta moare. Această metodă barbară din vechime, în ciuda protestelor organizațiilor pentru drepturile omului, este și azi aplicată în unele țări islamice din Africa, ca și unele țări din Asia, ca Afghanistan și Iran. Sentința este dată în general de un monarh sau de justiție, osânditul este îngropat până la stern, restul corpului fiind expus pietrelor aruncate de mulțime. Acest mod de execuție se aplică într-un procent mai mare la femei ca la bărbați. Motivul osândirii pot fi relații extraconjugale, vrăjitorie sau hoție.
Un cunoscut caz biblic de lapidare este acela al Sf. Ștefan în Ierusalim. Din cauza predicilor sale incitante, în public și în sinagogi, diaconul Ștefan a atras mânia credincioșilor evrei, fiind interogat de Sinedriu (organul clerical suprem evreiesc) și condamnat la moarte prin lapidare în jurul anilor 32-36 d.C. (probabil în anul 34 d.C.). Locul execuției se crede că a fost în afara zidurilor cetății Ierusalim, nu departe de actuala "Poarta Leilor" (numită și "Poarta Ștefan"). Poarta se găsește în direcția Grădinii Ghetsimani, pe latura de nord a cetății. La execuție a luat activ parte Saulus (ulterior convertit la creștinism și devenit apostolul Paulus / Pavel).